# Draupadi Murmu
Draupadi Murmu (ur. 20 czerwca 1958) – indyjska polityczka i nauczycielka, działaczka Indyjskiej Partii Ludowej (BJP), gubernator stanu Jharkhand w latach 2015–2021. Od 25 lipca 2022 prezydent Indii. 
Jest drugą kobietą i pierwszą osobą pochodzącą z najniższych klas społecznych pełniącą urząd głowy państwa.

## Życiorys
Pochodzi z ludu Santhali. Urodziła się w rolniczej rodzinie w wiosce Uparbeda w Rairangpur w stanie Orisa. Kształciła się w latach 1969–1973 w Tribalal Residential School, a następnie do 1979 w Rama Devi Women's College w Bhubaneswar. gdzie uzyskała tytuł Master of Arts.
Od 1979 do 1983 roku, była młodszym asystentem w Departamencie Nawadniania i Energetyki przy rządzie stanowym Orisy. Następnie do 1997 pracowała jako nauczyciel w Sri Aurobindo Integral Education Centre w rodzinnym Rairangpur.
Od 2000 do 2009 zasiadała przez dwie kadencje w lokalnym parlamencie stanu Orisa. W rządzie stanu Orisa pełniła funkcję ministra handlu i transportu (2000–2002) oraz rybołówstwa (2002–2004).
Pełniła funkcję gubernatora stanu Jharkhand w latach 2015–2021. W czerwcu 2022 roku uzyskała nominację na kandydatkę koalicji rządzącej Indyjskiej Partii Ludowej (BJP) i Narodowego Sojuszu Demokratycznego (NDA) w wyborach prezydenckich w 2022 roku. Murmu zwyciężyła w wyborach prezydenckich, pokonując wspólnego kandydata opozycji Yashwanta Sinha, zdobywając 64,0% głosów elektorskich.
26 lipca 2022 Droupadi Murmu złożyła przysięgę jako 15. prezydent Indii przed prezesem Sądu Najwyższego N. V. Ramanem w obecności byłych prezydentów, wiceprezydenta, premiera i innych delegatów.

## Życie prywatne
W 1980 roku poślubiła bankiera Shyam Charan Murmu (1958–2014), z którym miała dwóch synów Sipuna (zm. 2009) i  Laxmana (zm. 2012) oraz córkę. 